# Naïma Moutchou
Pour les articles homonymes, voir Naïma (homonymie).
Naïma Moutchou, née le 4 novembre 1980 à Ermont (Val-d'Oise), est une avocate et femme politique française. Membre du parti Horizons, elle est élue députée dans la quatrième circonscription du Val-d'Oise lors des élections législatives de 2017.
Membre de la commission des Lois de l'Assemblée nationale, elle a exercé  le rôle de coordinatrice du groupe LREM au sein de celle-ci. Elle a été première vice-présidente du groupe LREM d'avril à septembre 2019 et a été élue vice-présidente de la commission des Lois le 1er octobre 2020. De juin 2022 à juin 2024, elle est vice-présidente de l'Assemblée nationale. Elle est réélue députée le 7 juillet 2024, et de nouveau réélue vice-présidente de l'Assemblée nationale le 19 juillet 2024.

## Biographie

### Formation et carrière professionnelle
Naïma Moutchou naît en 1980 à Ermont dans le Val-d'Oise, dans une fratrie de six enfants : sa famille est d'origine marocaine, sa mère est au foyer, et son père est aide-soignant, tous les deux illettrés,. 
Elle grandit à Eaubonne puis fait des études de droit à l'université de Cergy-Pontoise où elle obtient un diplôme de juriste-conseil d'entreprise. Devenue avocate au barreau de Paris en 2008, elle exerce au sein du cabinet du bâtonnier Christian Charrière-Bournazel, en droit des affaires et en droit de la presse,. Par ailleurs, elle s'investit bénévolement comme avocate au sein de la Ligue internationale contre le racisme et l'antisémitisme (Licra).

### Députée
Venue de la droite, Naïma Moutchou s'engage avec En marche ! pour l'élection présidentielle de 2017 qui a mené Emmanuel Macron au pouvoir. Choisie par le mouvement comme candidate pour les élections législatives de 2017 sous les couleurs de La République en marche !, elle est élue le 18 juin 2017 députée de la quatrième circonscription du Val-d'Oise en obtenant au second tour 59,4% des suffrages face à Claude Bodin.
Membre de la commission des Lois de l'Assemblée nationale, elle exerce le rôle de « whip » (responsable de groupe) et assure à ce titre la coordination politique et la discipline au sein du groupe La République en marche !. En juillet 2019, à l'occasion de la remise en jeu des postes au sein de la majorité, elle se porte candidate à la présidence de la commission des Lois.
En juillet 2017, dans le cadre du projet de loi organique rétablissant la confiance dans l'action publique, Naïma Moutchou soutient un amendement, soutenu de longue date par la Ligue internationale contre le racisme et l'antisémitisme (Licra) et finalement adopté, qui enrichit le Code pénal d'une peine d'inéligibilité applicable aux personnes reconnues coupables de racisme, d'antisémitisme, de négationnisme, d'homophobie, d'incitation au terrorisme, d'apologie de crime contre l'humanité et de toute forme de discrimination.
En avril 2018, elle est nommée par la commission des Lois rapporteure de la loi relative à la lutte contre les fausses informations, dite loi contre les infox. Elle est également rapporteure de la mission d'information sur l'aide juridictionnelle en 2019, membre de la mission d'information sur l'avenir institutionnel de la Nouvelle-Calédonie, et juge titulaire à la Cour de justice de la République. Elle démissionne de cette dernière en juillet 2021, en signe de protestation contre l'enquête lancée contre Éric Dupond-Moretti, garde des Sceaux.
En 2020, Naïma Moutchou est membre de la mission Perben relative à l’avenir de la profession d’avocat et rapporteure du projet de loi prévoyant d'adapter la législation française à la création du Parquet européen — « instance supranationale chargée de la lutte contre les atteintes aux intérêts financiers de l'Union européenne (escroqueries à la TVA, corruption, détournement de fonds publics...) » — et d'« améliorer les dispositions actuelles de la justice pénale spécialisée, en particulier contre la délinquance environnementale ».
Selon Le Figaro, elle a « joué un rôle actif pour la cohésion du groupe majoritaire au moment du délicat examen du projet de loi asile et immigration en 2018 ». Elle est rapporteure, en 2021, du texte de loi relatif à l'irresponsabilité pénale.
Après le départ au gouvernement d'Amélie de Montchalin, elle est nommée 1re vice-présidente du groupe LREM. Elle démissionne après 3 mois et sera remplacée à ce poste en septembre 2019 par Marie Lebec.[réf. nécessaire]
Naïma Moutchou, à la suite de la démission de Coralie Dubost, est élue, le 1er octobre 2020, vice-présidente de la commission des Lois de l'Assemblée nationale.
Elle rejoint le parti Horizons en 2021 et devient coresponsable du pôle Idées.
Le 29 juin 2022, elle est élue vice-présidente de l'Assemblée nationale. Le Figaro la désigne en septembre 2022 comme « l'une des pièces maîtresses du dispositif d’Édouard Philippe au Parlement ».
Lors des élections législatives de 2024, elle bénéficie au second tour du soutien du candidat de l’alliance LR-RN Sébastien Meurant, qui se désiste en sa faveur,. Elle est de nouveau réélue vice-présidente de l'Assemblée nationale le 19 juillet 2024.

#### Invectives et racisme
La journaliste Sabrina Waz (d) l'accuse sur X d'être une « Arabe de service qui donne la papatte », en janvier 2024. Naïma Moutchou dépose plainte après la réception par courriel d'injures racistes,.

## Synthèse des résultats électoraux

### Élections législatives
| Année | Parti | Parti     | Circonscription  | 1er tour | 1er tour | 1er tour | 2d tour | 2d tour | 2d tour |
| Année | Parti | Parti     | Circonscription  | Voix     | %        | Rang     | Voix    | %       | Issue   |
| ----- | ----- | --------- | ---------------- | -------- | -------- | -------- | ------- | ------- | ------- |
| 2017  |       | LREM      | 4e du Val-d'Oise | 14 620   | 41,26    | 1re      | 16 081  | 59,37   | Élue    |
| 2022  |       | HOR (ENS) | 4e du Val-d'Oise | 10 397   | 29,03    | 2e       | 17 869  | 53,43   | Élue    |
| 2024  |       | HOR (ENS) | 4e du Val-d'Oise | 14 084   | 27,89    | 2e       | 24 840  | 55,39   | Élue    |